# 오타역 (군마현)
오타역(일본어: 太田駅)은 일본 군마현 오타시에 있는 도부 철도의 역이다. 역 번호는 TI 18이다.

## 개요
1909년 2월 17일에 도부 철도 이세사키 선이 아시카가마치 역(현, 아시카가시 역)에서 본 역까지 연장되어, 개통한 것이 시초이다. 개통 당일에는 역 광장에서 스모 대회가 열리는 등 기념 행사가 열리고 성황이 되었다.
1910년 3월 27일에는 도부 철도 이세사키 선이 본 역에서 신이세사키 역까지 개통되면서 중간역이 되었다.
인력차 궤도를 운영하던 야스즈카 석재 궤도가 오타 경편 철도로 변경되고 건설을 추진하던 노선을 1913년 3월 5일에 도부 철도가 인수하면서 동년 3월 19일 기류 선으로 본 역에서 아이오이 역 구간이 개통되었다.
1927년 10월 1일에 도부 철도 이세사키 선의 다테바야시 ~ 이세사키 역 구간, 1928년 3월 1일에 기류 선의 당역 ~ 아이오이 역 구간과 본 역 주변의 노선이 잇달아 전철화되었다.
고이즈미 선의 개통으로 이세사키 선(본선)・기류 선・고이즈미 선(지선)의 3노선 환승역이 되었다.

## 역사
- 1909년 2월 17일: 도부 철도 이세사키 선 아시카가마치(현, 아시카가시 역) ~ 당역 구간의 개통으로 영업 개시.
- 1910년 3월 27일: 도부 철도 이세사키 선 당역 ~ 신이세사키 역간 개통.
- 1913년 3월 19일: 기류 선 당역 ~ 아이오이 역간 개통.
- 1927년 10월 1일: 도부 철도 이세사키 선의 다테바야시 ~ 이세사키 역간 전철화.
- 1928년 3월 1일: 기류 선 당역 ~ 아이오이 역간 전철화.
- 1941년
  - 4월: 역사 준공. 공비 16만엔 연건평 585평(2층) 2층에는 귀빈실, 대중 식당이 배치됨.
  - 6월 1일: 고이즈미 선 당역 ~ 고이즈미마치 역간 개통.
- 1943년 5월 16일: 고이즈미 선의 당역 ~ 니시고이즈미역간 전철화.
- 1945년 4월 4일: 공습에 의한 역사가 소실되어 1954년까지 막사 형식의 역사로 대체됨.
- 1954년 2월: 역사가 완성되고, 그 후에도 증개축이 반복됨.
- 1966년 12월: 남쪽 출입구 개설.
- 2009년 12월 18일: 오타 역 북쪽 출입구 역전 광장 준공[1].
- 2012년 3월 17일: TI 18의 역 번호 도입.

## 역 구조
섬식 승강장 3면 6선의 고가역이다. 1 ~ 4번과 7 ~ 10번 선은 각각 같은 선로를 공유하고 있고, 다테바야시 방향을 1 ~ 4번, 이세사키 방향을 7 ~ 10번 선으로 구분하고 있다.
7,8번 승강장 및 9,10번 승강장의 입구에도 각각 "안내 카운터"가 있고, 중간 개찰에 위치한다. 단, 무인 시간대도 있고 그 경우의 정산 등은 개찰구에서 한다. 과거에는 5,6번 승강장으로 통하는 계단 앞에도 "안내 카운터"라고 칭하는 안내소 겸 중간 개찰이 있었다.
2004년 11월 25일 고가역 공용 개시에 있어서 자동 개찰기가 설치되었다.
본 역 동쪽에 있는 이세사키 선과 고이즈미 선의 분기점에서 본 역 서쪽에 있는 이세사키 선과 기류 선의 분기점까지는 단선 병렬이 되고, 서쪽의 분기점에는 포인트가 있다. 또한, 쌍방향에 유치선이 있다.

### 타는 곳
| 번호   | 노선        | 방향        | 행선                                                                               | 비고                   |
| ------ | ----------- | ----------- | ---------------------------------------------------------------------------------- | ---------------------- |
| 1      | 이세사키 선 | 상행        | 다테바야시・구키・ 도부 스카이트리 라인 기타센주・ 도쿄 스카이트리・아사쿠사 방면  | 7번 선과 선로 공유     |
| 2      | 이세사키 선 | 상행        | 다테바야시・구키・ 도부 스카이트리 라인 기타센주・ 도쿄 스카이트리・아사쿠사 방면  | 8번 선과 선로 공유     |
| 3      | 이세사키 선 | 상행        | 다테바야시・구키・ 도부 스카이트리 라인 기타센주・ 도쿄 스카이 트리・아사쿠사 방면 | 9번 선과 선로 공유     |
| 3      | 기류 선     | 기류 선     | 신키류・아카기 방면(특급만)                                                        | 9번 선과 선로 공유     |
| 4      | 이세사키 선 | 상행        | 다테바야시・구키・ 도부 스카이트리 라인 기타센주・ 도쿄 스카이 트리・아사쿠사 방면 | 10번 선과 선로 공유    |
| 4      | 이세사키 선 | 하행        | 이세사키 방면(특급만)                                                              | 10번 선과 선로 공유    |
| 5      | 고이즈미 선 | 고이즈미 선 | 히가시코이즈미 방면                                                                | 일부는 6번 선에서 발차 |
| 6      | 기류 선     | 기류 선     | 신키류・아카기 방면                                                                | 일부는 5번 선에서 발차 |
| 7 - 10 | (미사용)    | (미사용)    | (미사용)                                                                           | 1 - 4번 선과 선로 공유 |

- 상기의 노선명은 여객 안내 상의 명칭("도부 스카이트리 라인"은 애칭)으로 표기하고 있다.
- 2013년 3월 15일까지 7번 선에서 발차하는 열차는 설정되지 않고, 1번 선에 입선하는 이세사키 발 특급 "료모"의 통과선의였다.
- 도부 철도의 역에서는 승강장 번호 수가 가장 많다(다음은 기타센주의 7번). 지상역 시절은 0번 선이 있었다.
- 이전에는 이세사키, 다테바야시 방면의 원맨 열차도 7 ~ 10번 선에 발착하는 본래의 상행 승강장인 1 ~ 4번 선은 통과했으나 2017년 4월 21일의 다이어 개정부터 7 ~ 10선이 폐쇄되고 이들의 승강장에서 발착하는 열차가 설정되지 않게 되었다.
- 승강장 칼라가 도입되었는데, 1・2・7・8선이 파란색, 3・4・9・10선이 녹색, 5・6선이 황색이다.

## 역 주변
오타의 중심지로 발전하였고, 최전성기의 쇼와 50년대 초반에는 본 역에서 반경 500m로 대형점이 5점포 출점하고 있었다.

### 역 구내
- 온 커뮤니티 방송(FM TARO)
- 오타 시 관광 안내소
- 오타 시 역 문화관
- 오타 경찰서 역전 파출소

### 기타구치
- 사회 교육 종합 센터
- 오타 시청 오타 행정 센터
- 가나야마
  - 가나야마 성터
- SUBARU 군마 제작소 본공장
- 이세야
- SUBARU 건강 보험 조합 오타 기념 병원
- 국도 407호
- 혼마치도리(군마 지방 도로 2호 마에바시타테바야시 선)
- 다카야마 신사
- 다이코인
- 중앙 의료 치과 전문학교
- 아시카가 은행 오타 지점
- 군마 은행 오타추오 지점

### 미나미구치
- 미나미이치반초
- 오타 시청
- 오타 시민 회관
- 오타 시 학습 문화 센터
- 오타 시 국립 중앙 도서관
- 군마 대학 공학부 오타 캠퍼스
- 미쓰이스미토모 은행 오타 지점
- 도치기 은행 오타 지점

## 사진

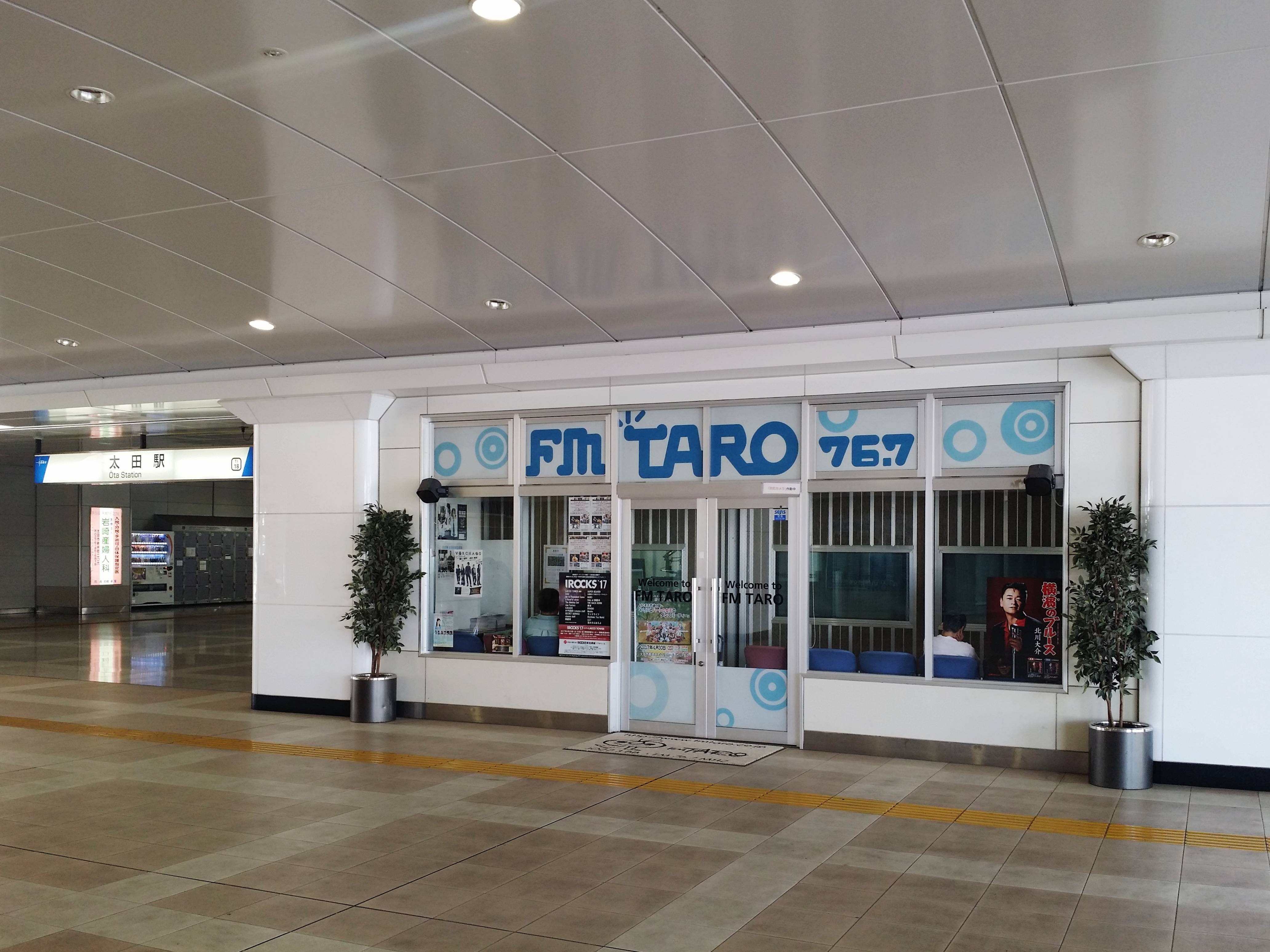
역 내 FM TARO
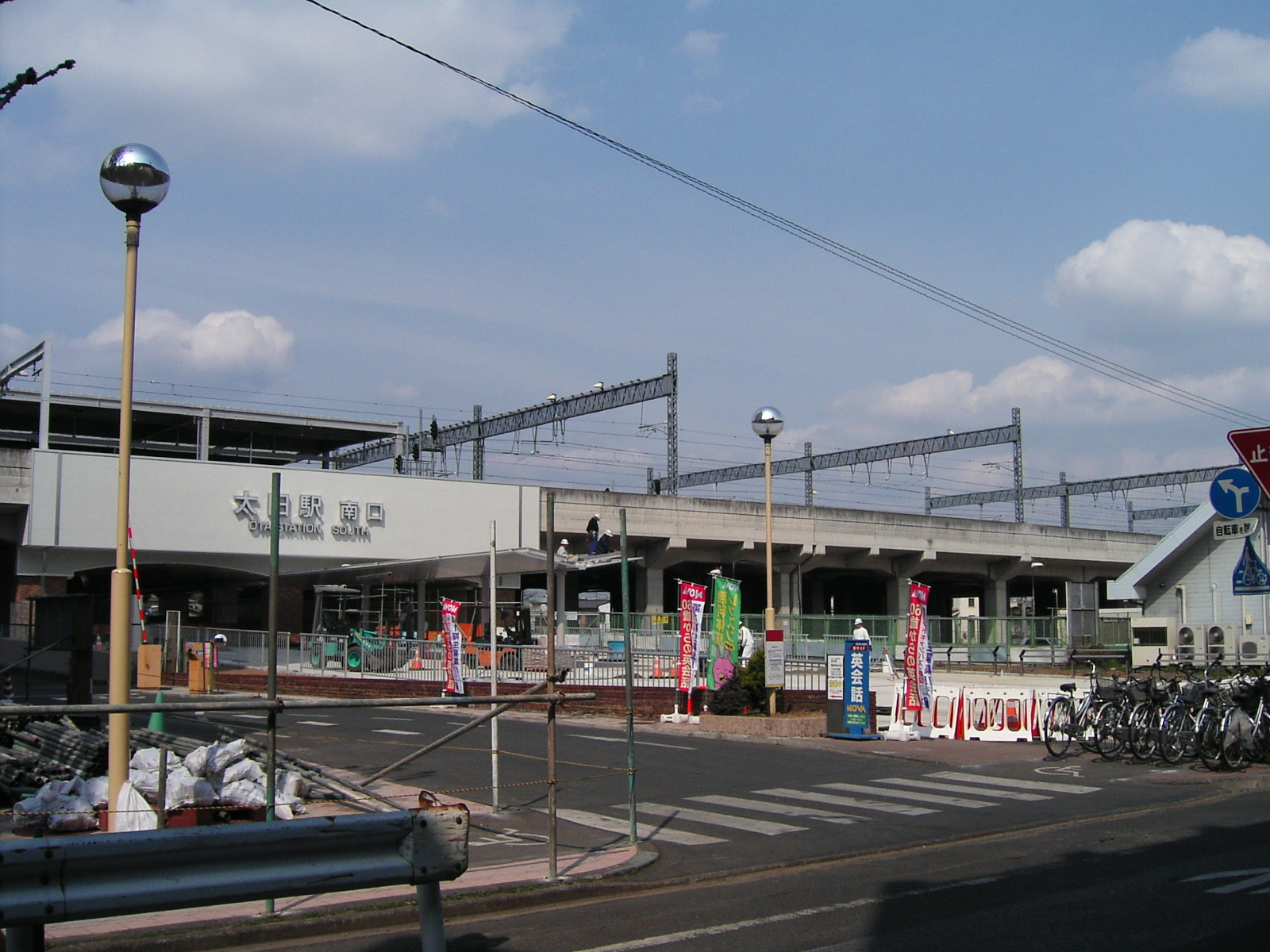
남쪽 출입구
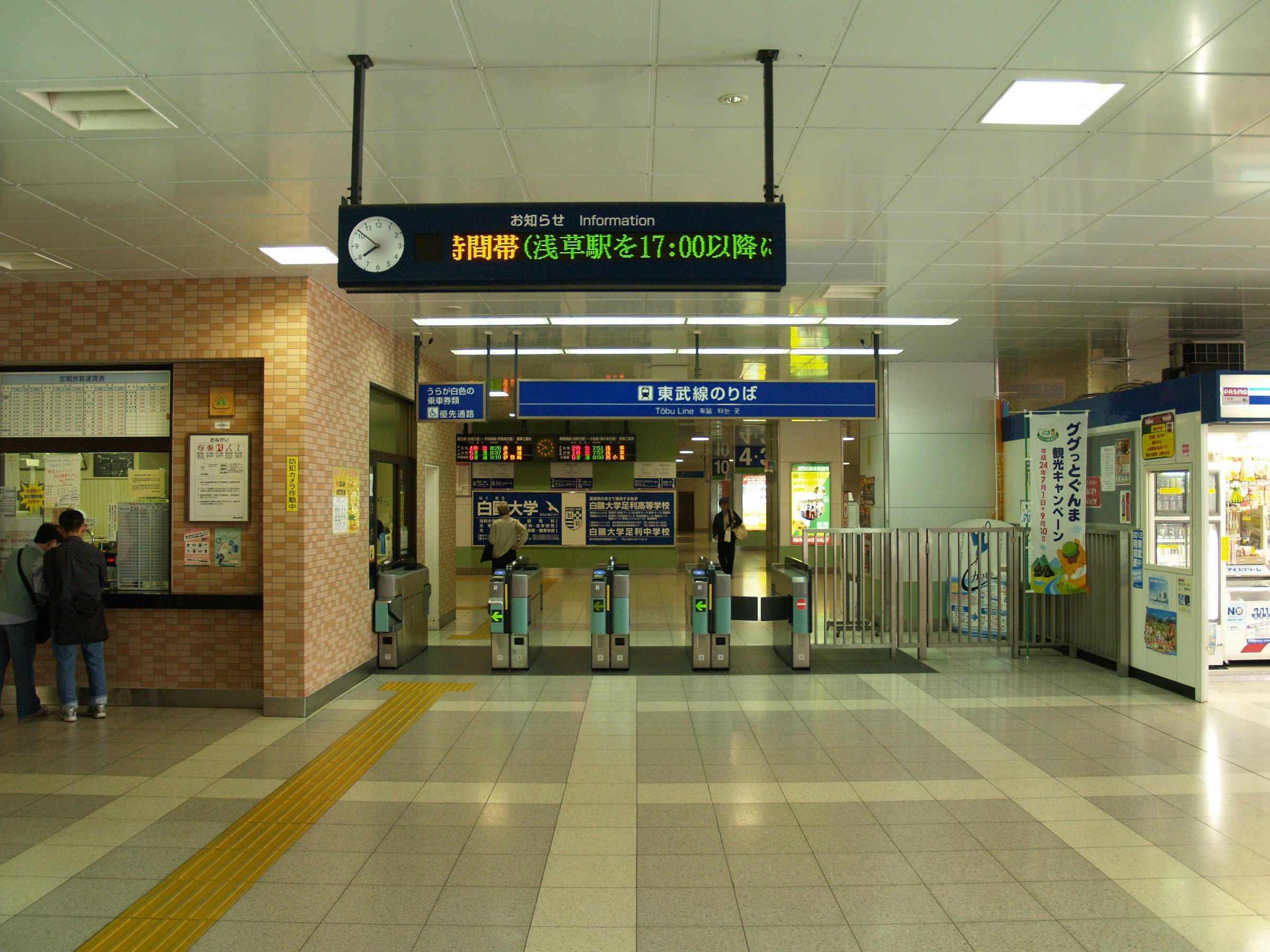
개찰구

## 인접역
| 도부 철도 이세사키 선                         | 도부 철도 이세사키 선   | 도부 철도 이세사키 선                 |
| --------------------------------------------- | ----------------------- | ------------------------------------- |
| TI 17 니라가와 아사쿠사 방면                  | ■ 구간 급행 ■ 구간 준급 | 시·종착역                             |
| TI 17 니라가와 아사쿠사 방면                  | ■ 보통                  | 호소야 TI 19 이세사키 방면            |
| 도부 철도 기류 선・ 고이즈미 선               |                         |                                       |
| TI 47 류마이(고이즈미 선) 히가시코이즈미 방면 | ■ 보통(직통운행)        | TI 51 산마이바시(기류 선) 아카기 방면 |